# Jean Gigoux

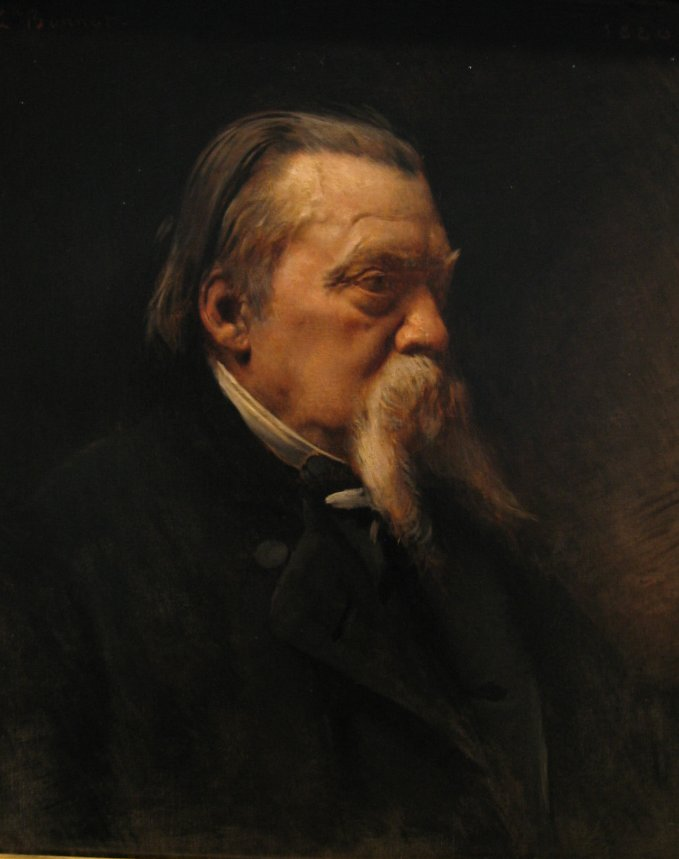
Jean-François Gigoux, porträtterad av Léon Bonnat 1880.

Jean-François Gigoux, född den 8 januari 1806 i Besançon, död där den 12 december 1894, var en fransk målare.
Gigoux studerade i Italien och utförde kyrkliga och profana målningar, däribland Flykten till Egypten, Gravläggningen och Uppståndelsen (väggmålningar i Saint Gervais i Paris), vidare Leonardo da Vincis död (1833), Kleopatra prövar gift på sina slavar (1838), Konung Klodvigs dop (1844) och Napoleon aftonen före slaget vid Austerlitz (1807, i Besançon). I porträttfacket åstadkom han ypperliga saker (General Dwernicki, Louvren). Han tecknade även illustrationer till franska diktares verk ("Gil Blas" med flera) samt inlade stora förtjänster om litografin genom en mängd effektfullt utförda teckningar på sten (i synnerhet porträtt). Gigoux skrev Causeries sur les artistes de mon temps (1885).